# Eparchia di San Pietro Apostolo di San Diego dei Caldei
L'eparchia di San Pietro Apostolo di San Diego (in latino Eparchia Sancti Petri Apostoli urbis Sancti Didaci Chaldaeorum) è una sede della Chiesa cattolica caldea negli Stati Uniti d'America immediatamente soggetta alla Santa Sede. Nel 2022 contava 71.100 battezzati. È retta dall'eparca Emmanuel Hana Shaleta.

## Territorio
L'eparchia estende la sua giurisdizione sui fedeli della Chiesa cattolica caldea in diciannove stati statunitensi: Arizona, Alaska, California, Colorado, Dakota del Nord, Dakota del Sud, Hawaii, Idaho, Kansas, Montana, Nebraska, Nevada, Oklahoma, Nuovo Messico, Oregon, Texas, Utah, Washington e Wyoming.
Sede eparchiale è la città di El Cajon nella contea di San Diego, dove si trova la cattedrale di San Pietro.
Il territorio è suddiviso in 12 parrocchie, raggruppate in 3 vicariati.

## Storia
L'eparchia è stata eretta il 21 maggio 2002 con la bolla Nuper Synodus di papa Giovanni Paolo II, ricavandone il territorio dall'eparchia di San Tommaso Apostolo di Detroit.
Il 25 luglio 2008 è stato inaugurato a El Cajon il seminario eparchiale, dedicato a Mar Abba il Grande.

## Cronotassi dei vescovi
Si omettono i periodi di sede vacante non superiori ai 2 anni o non storicamente accertati.
- Sarhad Yawsip Hermiz Jammo † (21 maggio 2002 - 7 maggio 2016 ritirato)[1]
- Emmanuel Hana Shaleta, dal 9 agosto 2017

## Statistiche
L'eparchia nel 2022 contava 71.100 battezzati.
| anno | popolazione | popolazione | popolazione | presbiteri | presbiteri | presbiteri | presbiteri                | diaconi | religiosi | religiosi | parrocchie |
| anno | battezzati  | totale      | %           | numero     | secolari   | regolari   | battezzati per presbitero | diaconi | uomini    | donne     | parrocchie |
| ---- | ----------- | ----------- | ----------- | ---------- | ---------- | ---------- | ------------------------- | ------- | --------- | --------- | ---------- |
| 2003 | 35.000      | ?           | ?           | 11         | 8          | 3          | 3.181                     |         | 4         | 13        | 7          |
| 2004 | 35.000      | ?           | ?           | 13         | 10         | 3          | 2.692                     |         | 3         | 13        | 7          |
| 2005 | 40.200      | ?           | ?           | 10         | 7          | 3          | 4.020                     |         | 3         | 12        | 7          |
| 2009 | 45.336      | ?           | ?           | 14         | 9          | 5          | 3.238                     |         | 5         | 12        | 11         |
| 2010 | 5.800       | ?           | ?           | 14         | 9          | 5          | 414                       |         | 5         | 12        | 11         |
| 2014 | 65.000      | ?           | ?           | 27         | 22         | 5          | 2.407                     |         | 5         | 7         | 10         |
| 2015 | 65.000      | ?           | ?           | 18         | 15         | 3          | 3.611                     | 17      | 3         | 13        | 10         |
| 2017 | 70.000      | ?           | ?           | 19         | 15         | 4          | 3.684                     | 17      | 7         | 11        | 10         |
| 2020 | 70.500      | ?           | ?           | 20         | 19         | 1          | 3.525                     | 17      | 5         | 8         | 12         |
| 2022 | 71.100      | ?           | ?           | 20         | 19         | 1          | 3.555                     | 17      | 5         | 8         | 12         |